# Cairn Kenny

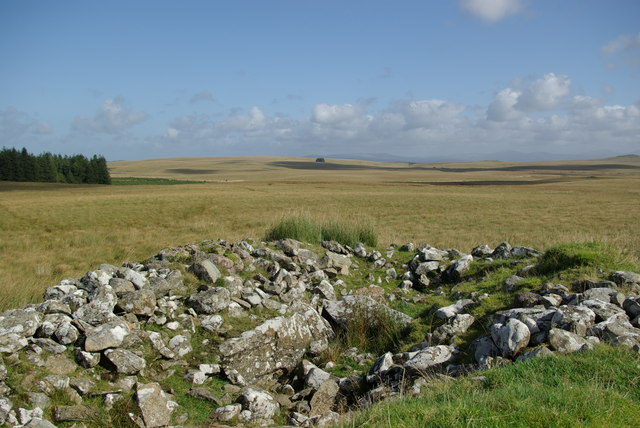
Cairn Kenny

Cairn Kenny ist eine Megalithanlage des Typs Bargrennan Tomb. Sie liegt in Glenwhilly, nordöstlich von Stranraer in Dumfries and Galloway in Schottland.
Von den nur 14 Exemplaren dieses Typs befindet sich die Mehrzahl in Dumfries and Galloway. Namensgebend für die Gruppe, deren Merkmal ein Passage Tomb im Rundhügel ist, war der White Cairn von Bargrennan.
Cairn Kenny ist ein Passage Tomb in einem für die Bargrennan-Gruppe typischen Rundcairn, der wie viele Bargrennan Tombs auf einer kleinen Anhöhe liegt. Es hat einen gut abgrenzten Rand mit einem Durchmesser von etwa 15,0 m. Es erhebt sich steil auf eine Höhe von 1,7 Metern. Es gibt einige erhaltene Randsteine im Nordosten. Der obere Teil des Steinhaufens besteht aus Grundgestein, der untere ist bewachsen. Die Kuppe und die Ostseite des Cairns wurden entfernt, um die Kammer und einen Teil des im Osten anschließenden Ganges sichtbar zu machen. Beide sind jetzt mit Steinen verfüllt, so dass nur die Oberseiten von vier Orthostaten sichtbar sind.  Die westliche Platte wurde verschoben und verdeckt das Ende des Ganges und den zerbrochenen Sturz, der aber zuvor gezeichnet wurde. Von den Orthostatenpaaren am Ostende ist nichts zu sehen. Der Sturz, der hier das zweite Paar überspannte, scheint entfernt worden zu sein.